# 존 아키노
존 디어퀴노(John D'Aquino, 1958년 4월 14일 ~ )는 미국의 배우이다.

## 출연 작품

### 영화
- 노 웨이 아웃 (1987)
- 시경 강력반 (1988, Police Story: The Watch Commander)
- 펌프킨헤드 (1988)
- 사이보 걸 (1992, Stompin' at the Savoy)
- 이노센트 시덕션 (1995, The Babysitter's Seduction)
- It's All About You (2002)

### 텔레비전
- 특공대작전 (1988)
- 광속인간 샘 (1989, 1992, 1993)
- 어둠의 그림자 (1990-91, Shades of LA)
- 해저 군단 (1993-95)
- 사인펠드 (1996)
- 솔로몬 가족은 외계인 (1996)
- 여전사 지나 (1997)
- 코리 인 더 하우스 (2007-08)